# Coomonte
Coomonte és un municipi de la província de Zamora a la comunitat autònoma de Castella i Lleó. Limita al nord amb Alija del Infantado (Lleó), al sud amb Santa María de la Vega, a l'est amb Maire de Castroponce i a l'oest amb Villaferrueña.

## Demografia
| 1991 | 1996 | 2001 | 2004 |
| ---- | ---- | ---- | ---- |
| 395  | 364  | 314  | 300  |